# 巴江縣
巴江縣是唐代黔州都督府蠻州所屬的一個羈縻縣。其轄地在今龍里縣巴江鄉老巴江村一帶地方，是唐代招撫當地土著所設置的州縣。建中三年，左右大首領繼襲攝蠻州巴江縣令借紫金魚袋宋萬傳朝賀。